# Коневец
Коневец е село в Югоизточна България. То се намира в община Тунджа, област Ямбол.

## География
Живописен бряг на р. Тунджа, вековна широколистна гора, обявена за резерват.

## История
В началото на 20 век тук се създава едно от първите Държавни земеделски стопанства /ДЗС „Тунджа“/. През 60-те години е крупен селскостопански център с интензивно земеделие и животновъдство /птицеферми, кравеферми с машинно доене, овцеферми, свинеферми, един от първите конезаводи в страната/. Ръководител на стопанството по това време е бил големият патриот Иван Тодоров-Горуня.

## Културни и природни забележителности
Известна забележителност в селото са „Трите дъба“ – вековни дървета, за които се смята, че са на над сто години.